# Aurivilliola femoralis
Aurivilliola femoralis is een hooiwagen uit de familie Sclerosomatidae. De wetenschappelijke naam van Aurivilliola femoralis gaat terug op Roewer.